# 維拉·哥利
維拉·哥利（英語：Virat Kohli，1988年11月5日—）是印度板球运动员及印度板球國家隊的隊長。哥利亦被ESPN及福布斯评为世界最知名及印度最有價值的運動員之一。
他的妻子是宝莱坞女影星安努舒卡·莎瑪。